# 高速バス乗り放題きっぷ

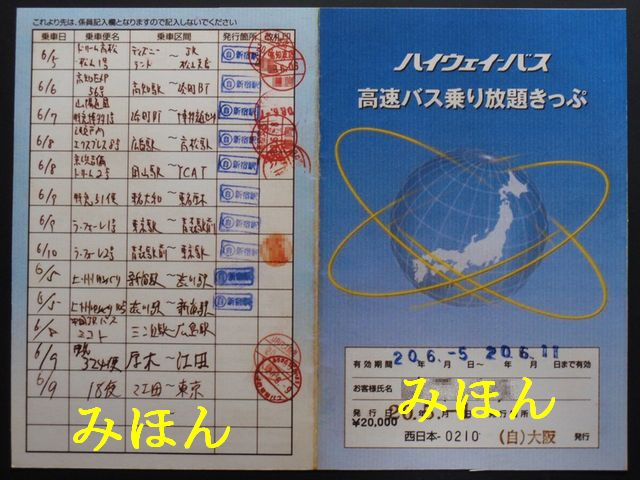
高速バス乗り放題きっぷ

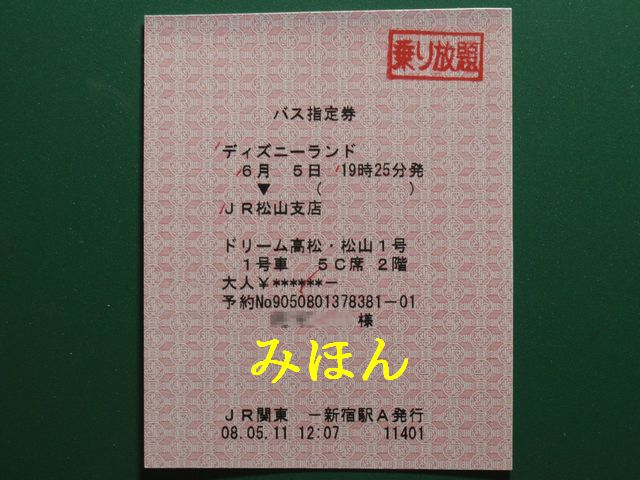
乗り放題きっぷと同時に使用するため発券したバス指定券

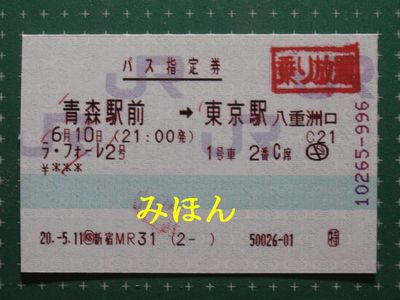
乗り放題きっぷと同時に使用するため発券したバス指定券

高速バス乗り放題きっぷ（こうそくバスのりほうだいきっぷ）は、JRバスの指定された高速バス等が乗り放題となる企画乗車券。

## 概要
2008年、JRバスは前例の無い乗り放題型のバス乗車券「高速バス乗り放題きっぷ」を企画した。この乗車券は指定されたJRバスの高速バス（一部の共同運行事業者を含む）、及び一部の一般路線バスが6月に限り有効となっていた。
発売金額は20,000円で、2,000枚の枚数限定で発売されていた。
発売期間は2008年5月1日（JST10時より）から6月25日まで、有効期間は6月1日から6月30日までであった。乗車券の大きさは往復はがきと同程度となっていた。
2008年限りの発行となったため、2009年度以降の発行は廃止された。

## 乗車可能路線
JRバスグループ8社指定の高速バス（路線により共同運行会社を含む）及び一部の一般路線バスの路線が利用可能であった。

## 乗車券の効力等
6月中の旅行開始日より、始発地基準で連続する6日間（任意の6日間での利用は不可能）に限り有効。継続乗車船制度が適用されるため、6日目に夜行バスを利用した場合は7日目の終着地まで利用出来る。又、6月30日に夜行バスを利用した場合でも7月1日の終着地まで有効である。
発行時には、アンケートハガキが付属していた。全行程終了後アンケートに回答して7月10日までにハガキを送付すると回答者全員に記念品が進呈されるが、アンケートハガキは乗車券と一体のため、有効期間中もしくは利用中に切り取った場合はその時点で乗車券が無効となり、残り日数分も使用出来なくなる仕組みであった。
購入後の再発行は行わない。乗車の際に乗車券及び座席指定券に引き換える際には提示の上できっぷ裏面の乗車便記入欄に窓口係員が記述し、乗車の際に同欄右端にある「改札印」部分に乗務員からの改札印を押印する方式であった。

## 購入場所
- JRバスグループ直営のバスチケットセンター等の他、インターネットからの購入も可能であった。